# Samsung SM3
Der Samsung SM3 ist ein Pkw-Modell des südkoreanischen Automobilherstellers Renault Samsung Motors. Produziert wird das Modell hauptsächlich für den südkoreanischen Markt.

## Erste Generation

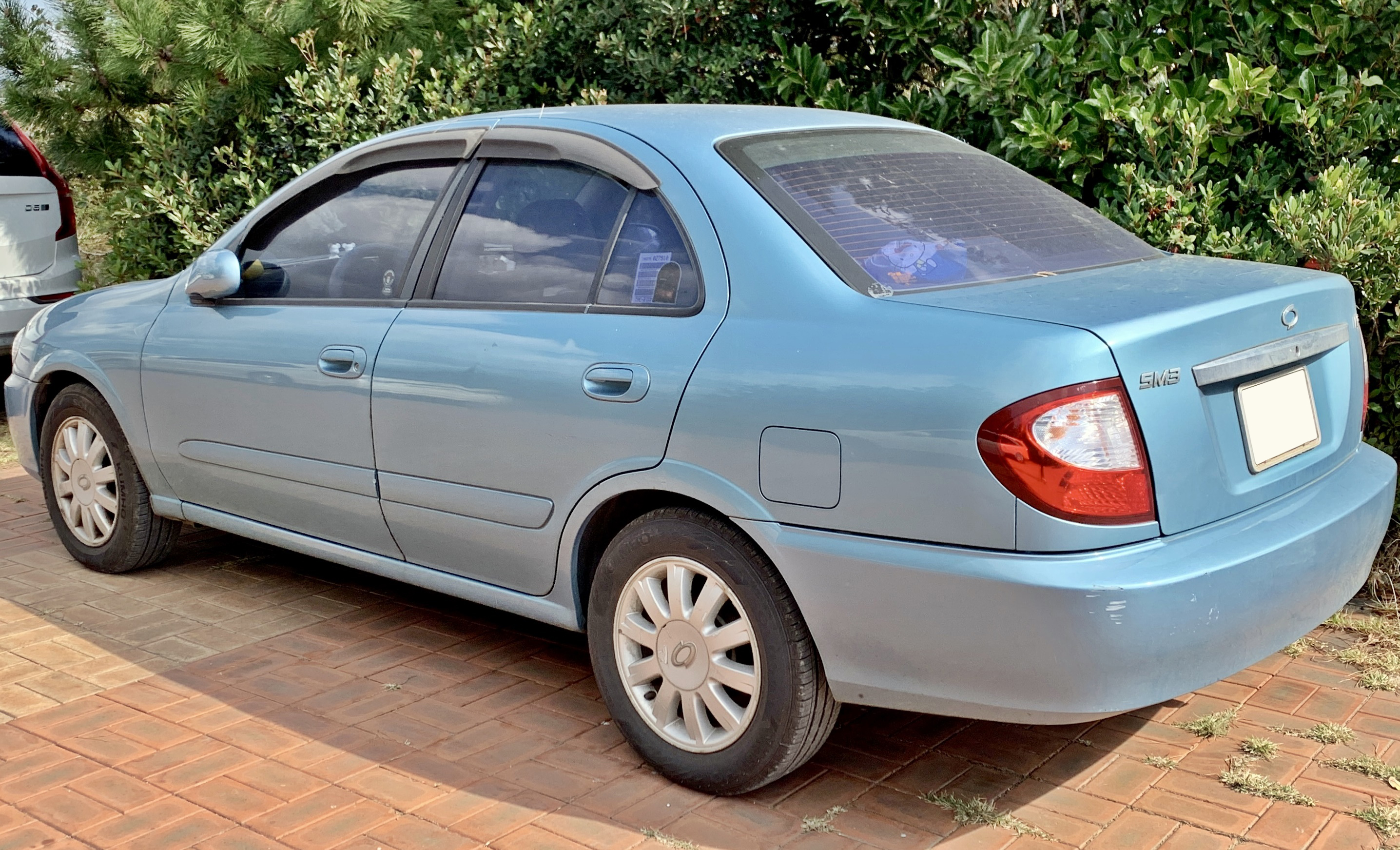
Heckansicht 1. Gen

Die erste Generation des SM3 wurde 2002 aufgelegt und ist ein Modell der Mittelklasse. Der SM3 basiert auf dem Nissan Bluebird Sylphy, besitzt aber ein eigenständiges Interieur ausschließlich mit Lederausstattung.

### Technische Daten der ersten Generation
| Modell      | Zylinder | Hubraum  | Länge   | kW (PS)  | Höchstgeschwindigkeit | Einführungspreis               |
| ----------- | -------- | -------- | ------- | -------- | --------------------- | ------------------------------ |
| SM3 1.5L PE | Reihe 4  | 1497 cm³ | 4510 mm | 74 (100) | 184 km/h              | KRW 9.090.000 (ca. EUR 5.700)  |
| SM3 1.5L SE | Reihe 4  | 1497 cm³ | 4510 mm | 74 (100) | 184 km/h              | KRW 10.000.000 (ca. EUR 6.300) |
| SM3 1.5L FE | Reihe 4  | 1497 cm³ | 4510 mm | 74 (100) | 184 km/h              | KRW 10.680.000 (ca. EUR 6.700) |
| SM3 1.5L LE | Reihe 4  | 1497 cm³ | 4510 mm | 74 (100) | 184 km/h              | KRW 11.420.000 (ca. EUR 7.200) |
| SM3 XE16    | Reihe 4  | 1596 cm³ | 4510 mm | 77 (105) | 188 km/h              | KRW 10.410.000 (ca. EUR 6.600) |
| SM3 FE16    | Reihe 4  | 1596 cm³ | 4510 mm | 77 (105) | 188 km/h              | KRW 10.980.000 (ca. EUR 6.900) |
| SM3 CE16    | Reihe 4  | 1596 cm³ | 4510 mm | 77 (105) | 188 km/h              | KRW 11.390.000 (ca. EUR 7.200) |
| SM3 LE16    | Reihe 4  | 1596 cm³ | 4510 mm | 77 (105) | 188 km/h              | KRW 11.720.000 (ca. EUR 7.400) |

### Facelift

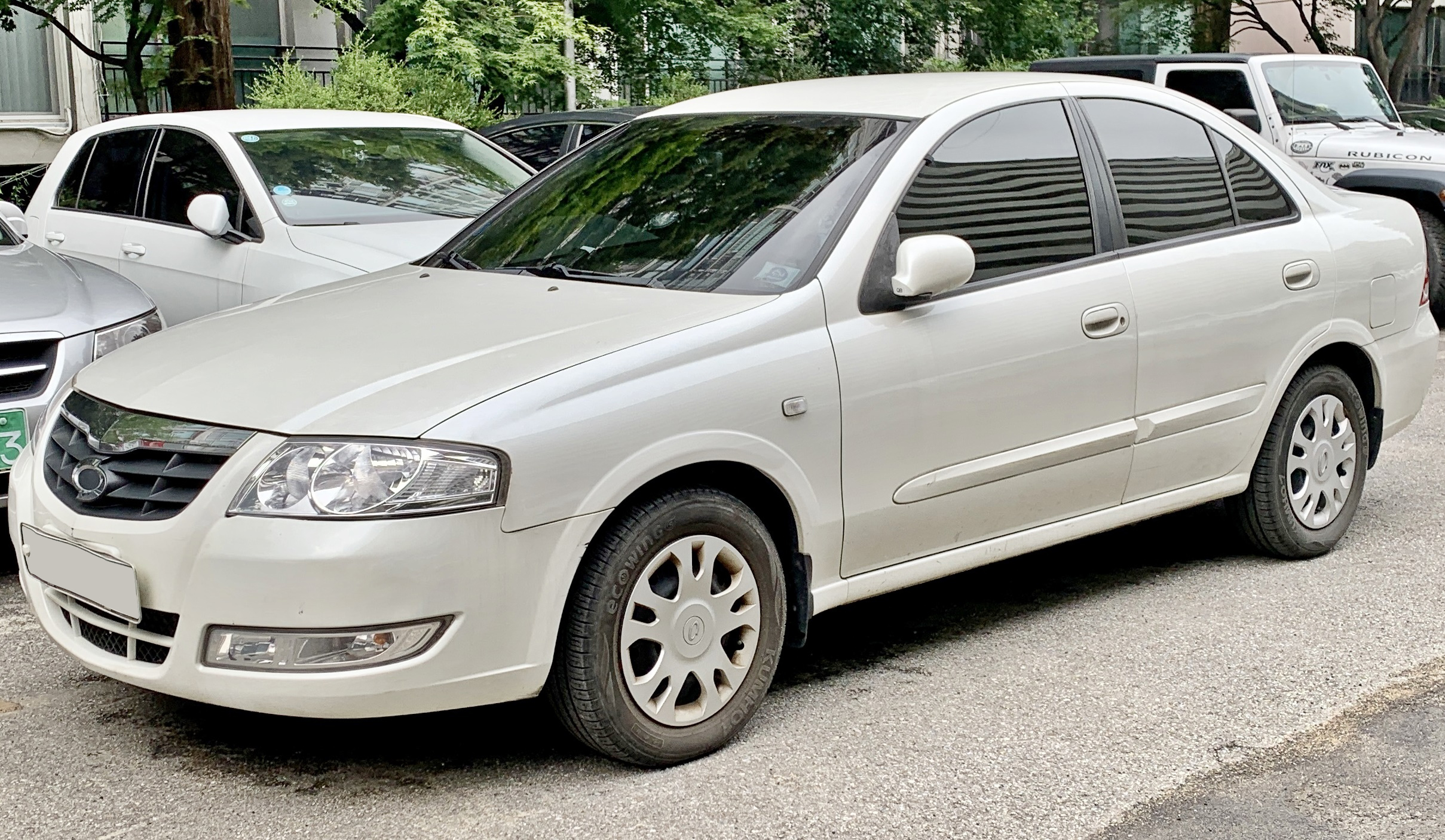
Facelift

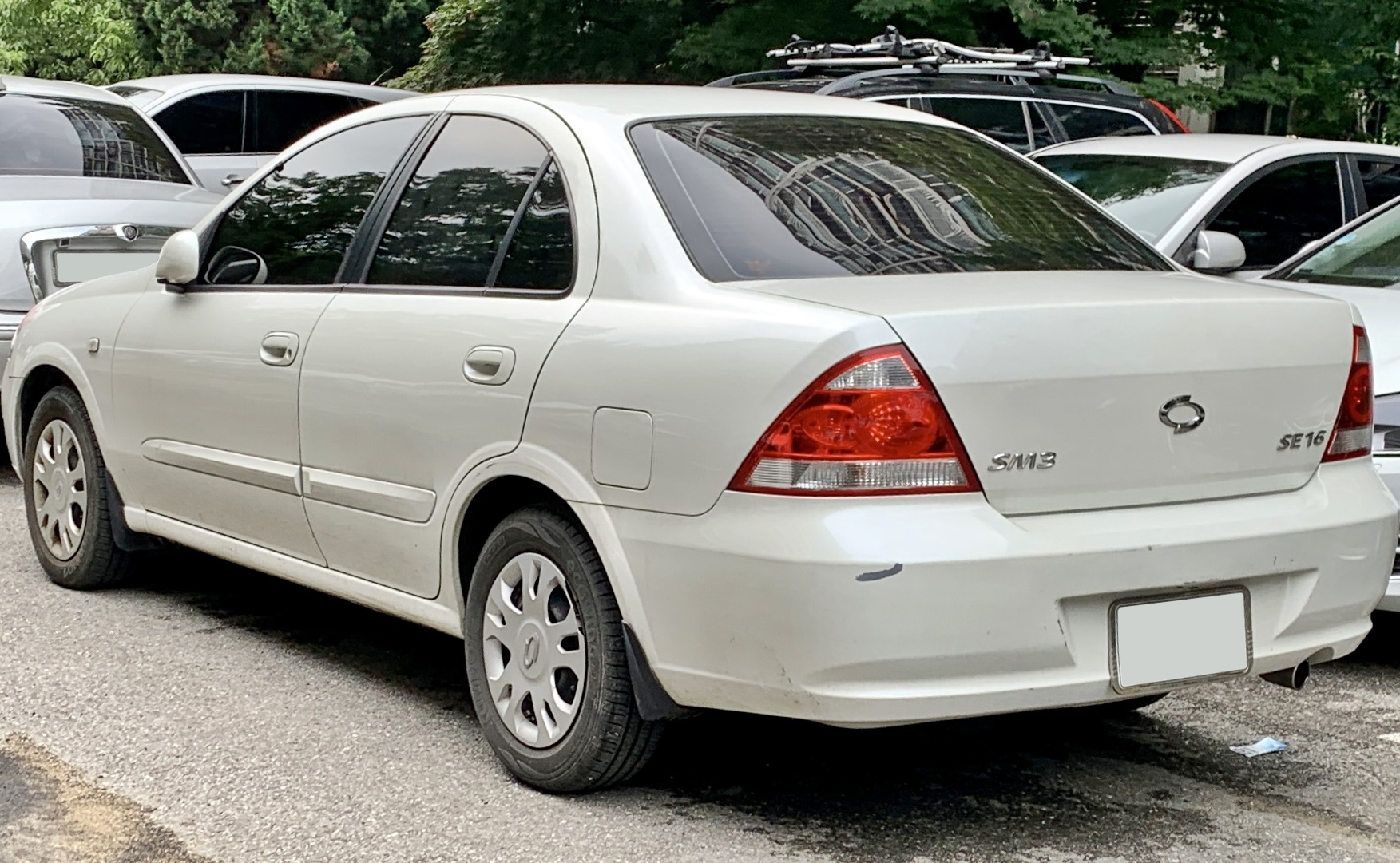
Heckansicht Facelift

Der SM3 wurde 2005 überarbeitet; die Karosserie wurde modernisiert. Das Modell wird als Nissan Almera Classic auch exportiert. Im Nahen Osten wird es als Nissan Sunny montiert und auf einigen Märkten als Renault Scala angeboten.
| Modell                            | Zylinder | Hubraum  | Länge   | kW (PS)  | Einführungspreis                |
| --------------------------------- | -------- | -------- | ------- | -------- | ------------------------------- |
| SM3 Neue Generation PE M/T        | Reihe 4  | 1497 cm³ | 4510 mm | 74 (100) | KRW 10.120.000 (ca. EUR 6.400)  |
| SM3 Neue Generation PE A/T        | Reihe 4  | 1497 cm³ | 4510 mm | 74 (100) | KRW 11.34.000 (ca. EUR 7.100)   |
| SM3 Neue Generation SE16 M/T      | Reihe 4  | 1596 cm³ | 4510 mm | 79 (107) | KRW 11,700.000 (ca. EUR 7.400)  |
| SM3 Neue Generation SE16 A/T      | Reihe 4  | 1596 cm³ | 4510 mm | 79 (107) | KRW 12,920.000 (ca. EUR 7.200)  |
| SM3 Neue Generation SE16 Plus M/T | Reihe 4  | 1596 cm³ | 4510 mm | 79 (107) | KRW 12.100.000 (ca. EUR 7.600)  |
| SM3 Neue Generation SE16 Plus A/T | Reihe 4  | 1596 cm³ | 4510 mm | 79 (107) | KRW 12.10.000 (ca. EUR 7.600)   |
| SM3 Neue Generation XE16 M/T      | Reihe 4  | 1596 cm³ | 4510 mm | 79 (107) | KRW 12.600.000 (ca. EUR 7.900)  |
| SM3 Neue Generation LE16 M/T      | Reihe 4  | 1596 cm³ | 4510 mm | 79 (107) | KRW 12.940.000 (ca. EUR 8.100)  |
| SM3 Neue Generation LE16 A/T      | Reihe 4  | 1596 cm³ | 4510 mm | 79 (107) | KRW 14.160.000 (ca. EUR 8.900)  |
| SM3 Neue Generation LE16 Plus A/T | Reihe 4  | 1596 cm³ | 4510 mm | 79 (107) | KRW 14.850.000 (ca. EUR 9.400)  |
| SM3 SE M/T                        | Reihe 4  | 1596 cm³ | 4510 mm | 79 (107) | KRW 12.280.000 (ca. EUR 7.700)  |
| SM3 SE A/T                        | Reihe 4  | 1596 cm³ | 4510 mm | 79 (107) | KRW 13.500.000 (ca. EUR 8.500)  |
| SM3 PE M/T                        | Reihe 4  | 1596 cm³ | 4510 mm | 79 (107) | KRW 10.790.000 (ca. EUR 6.800)  |
| SM3 PE A/T                        | Reihe 4  | 1596 cm³ | 4510 mm | 79 (107) | KRW 11.950.000 (ca. EUR 7.500)  |
| SM3 XE M/T                        | Reihe 4  | 1596 cm³ | 4510 mm | 79 (107) | KRW 13.260.000 (ca. EUR 8.300)  |
| SM3 XE A/T                        | Reihe 4  | 1596 cm³ | 4510 mm | 79 (107) | KRW 14.480.000 (ca. EUR 9.100)  |
| SM3 LE M/T                        | Reihe 4  | 1596 cm³ | 4510 mm | 79 (107) | KRW 13.530.000 (ca. EUR 8.500)  |
| SM3 LE A/T                        | Reihe 4  | 1596 cm³ | 4510 mm | 79 (107) | KRW 14.750.000 (ca. EUR 9.300)  |
| SM3 LE Plus A/T                   | Reihe 4  | 1596 cm³ | 4510 mm | 79 (107) | KRW 15.980.000 (ca. EUR 10.100) |
| SM3 Neo M/T                       | Reihe 4  | 1596 cm³ | 4510 mm | 79 (107) | KRW 13.730.000 (ca. EUR 8.600)  |
| SM3 Neo A/T                       | Reihe 4  | 1596 cm³ | 4510 mm | 79 (107) | KRW 14.950.000 (ca. EUR 9.400)  |

Die PE-, SE- und LE-Modelle werden auch in Chile gefertigt und dort angeboten.

## Zweite Generation
Die zweite Generation wurde 2009 aufgelegt und basierte technisch auf dem Renault Mégane III. Die Karosserieform wurde überarbeitet. Die neue Generation diente auch als Basis für den Renault Fluence. Auch der SM3 war mit einem Elektromotor erhältlich.

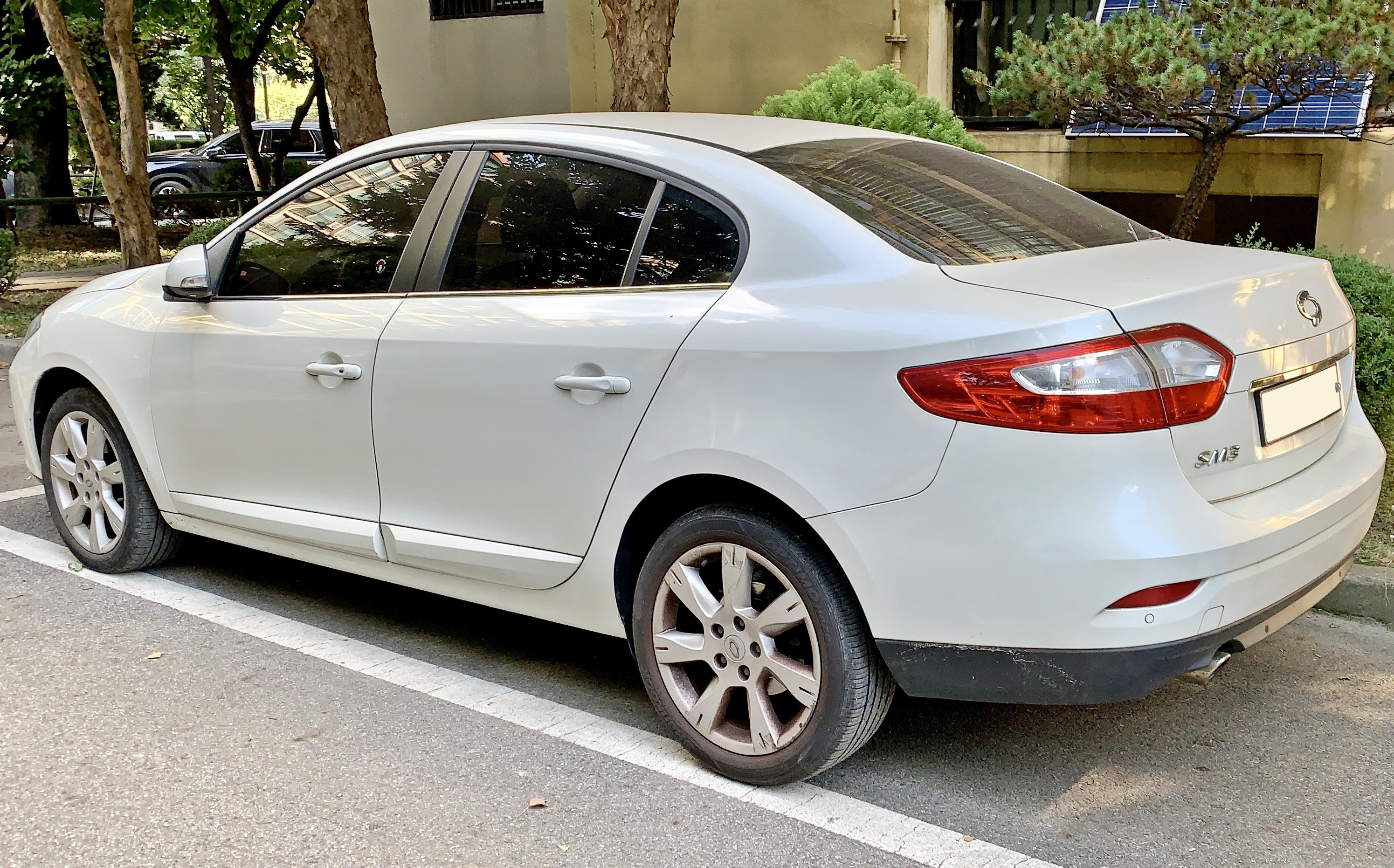
Heckansichtㅍ
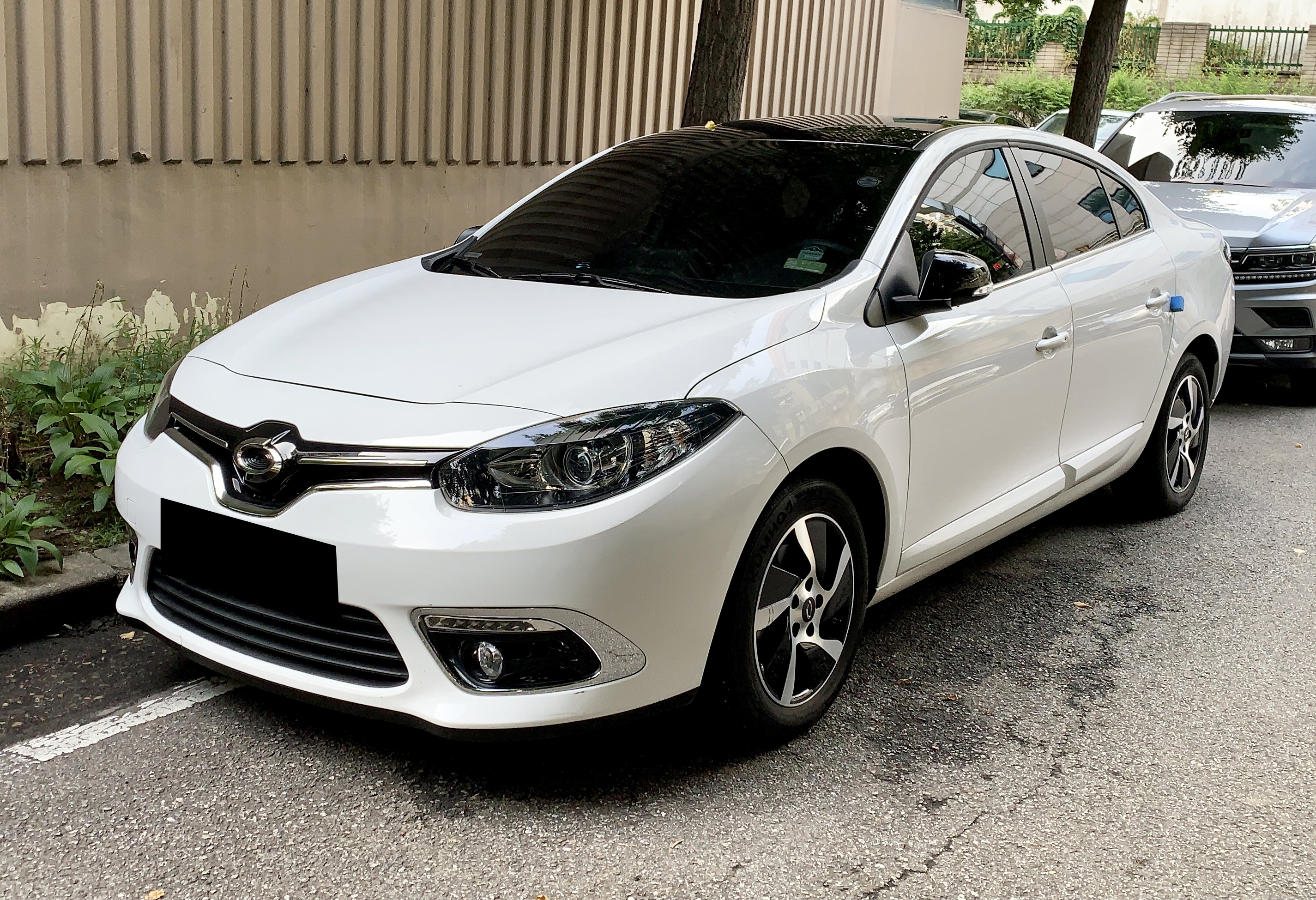
Samsung SM3 Z.E.